# 克罗纳拉

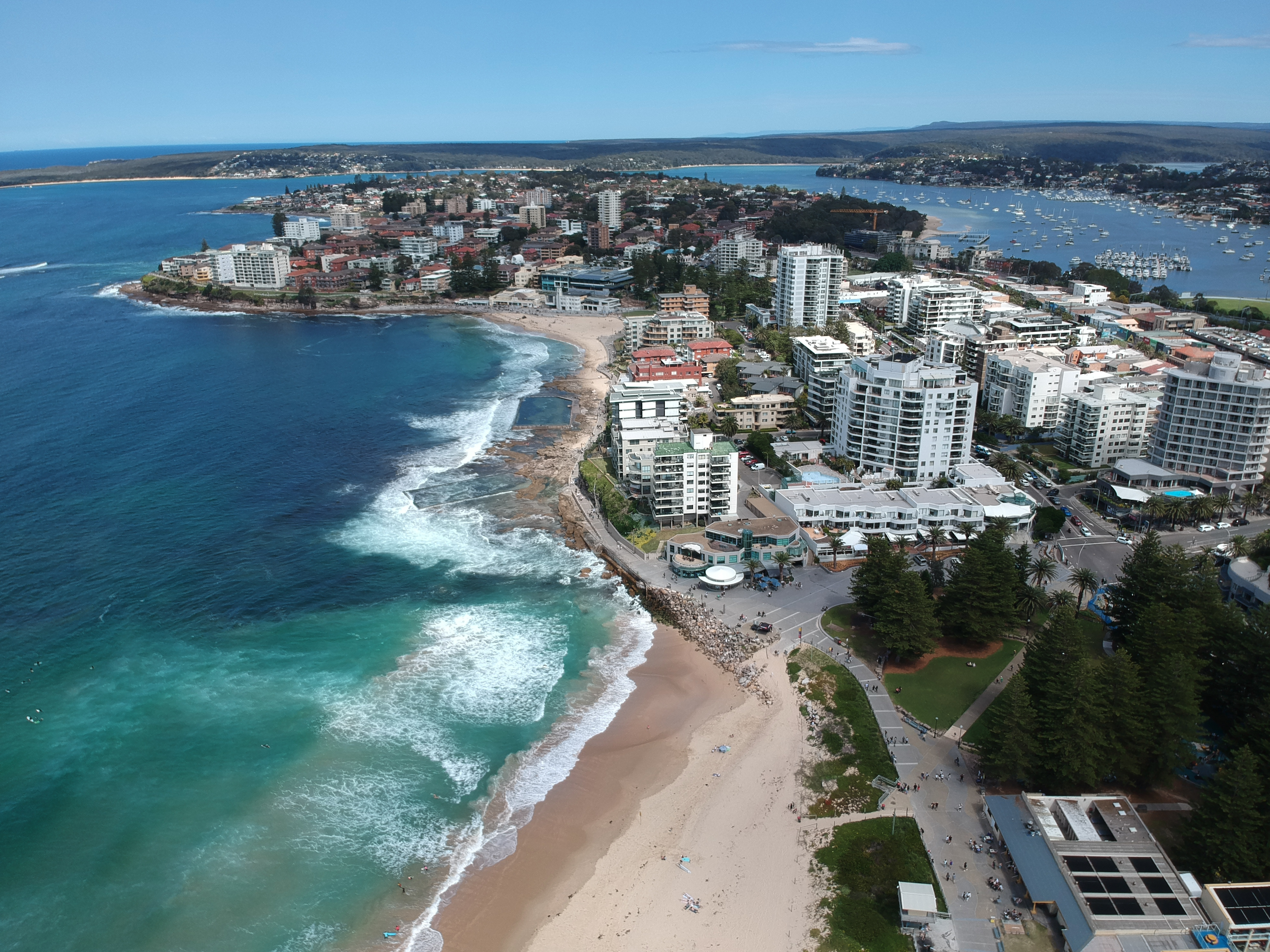
克罗纳拉

克罗纳拉（英語：Cronulla）是澳大利亚新南威爾士州悉尼的一个郊區，位於悉尼中心商業區以南26公里处。克罗纳拉境內有許多海滩和可以游泳的地方，人們可以在海灘附近冲浪。2005年，克罗纳拉爆發骚乱。 